# Solna Business Park

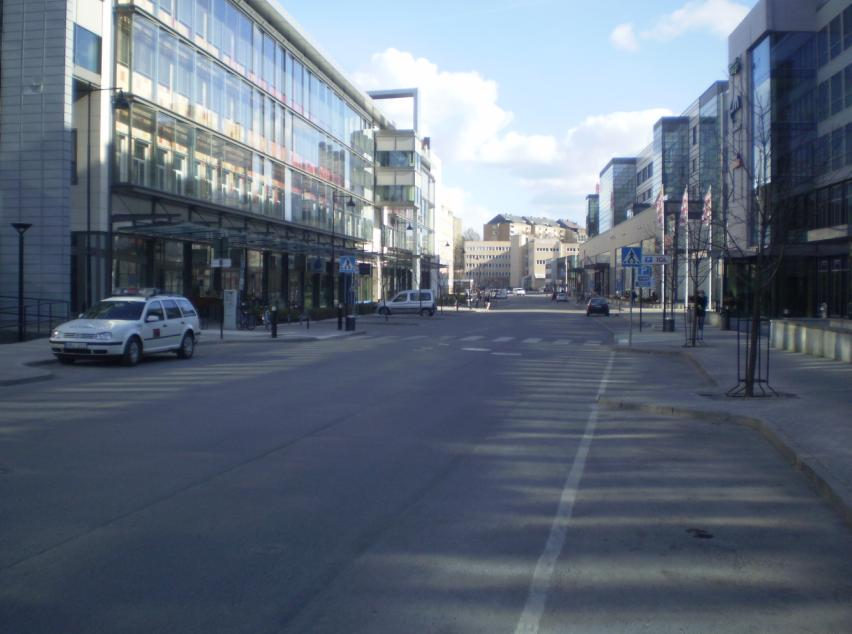
Solna Business Park 2007.

Solna Business Park är ett aktiebolag inom Fabege och ett kontorsområde i västra Solna, invigt 2005. Området hette tidigare Virebergs industriområde. Här huserar ett flertal företag, de flesta inom IT och telekom. Kontorsplats finns bland annat hyra hos Regus.
Solna Business Park är en trakt inom stadsdelen Skytteholm, Solna kommun
Området planerades på 1950-talet av det Wallenbergägda fastighetsbolaget Valvet AB som hade köpt marken av Huvudsta gård 1947. Närheten till järnvägen och egen spårförbindelse sågs som attraktivt. Det skulle dock dröja till 1960-talet innan marken började bebyggas i större utsträckning. 
Planer finns på att bygga ut den norra delen.
Från oktober 2013 passerar Tvärbanan genom området längs Svetsarvägen och Solna Business Park är nu också namnet på en spårvägshållplats.